# Blunt (cannabis)

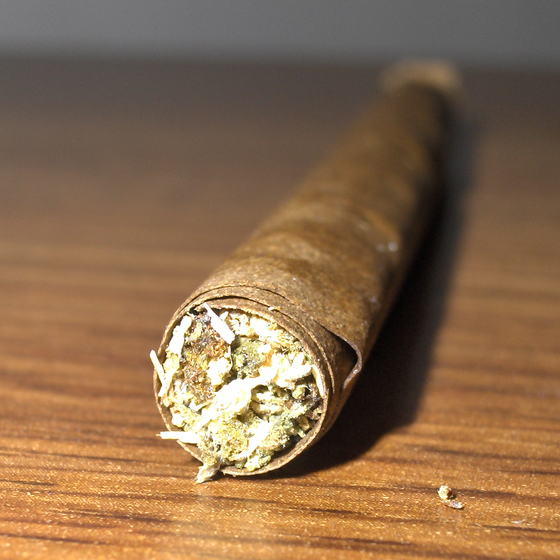
Een blunt

Een blunt is een met cannabis (wiet en/of hasj) gevulde sigaar. Een blunt wordt meestal 'puur' gerookt, zonder toevoeging van extra tabak.

## Geschiedenis
De term blunt was oorspronkelijk de verkorte populaire benaming van een bepaalde sigaar van het Amerikaanse sigarenmerk Phillies, maar is sinds de jaren tachtig de aanduiding voor feitelijk alle soorten cannabissigaren.

## Gebruik
Er zijn twee manieren om een blunt te rollen: met speciale bluntvloeitjes oftewel 'bluntwraps' (die met of zonder smaakje worden verkocht in tabakszaken, coffeeshops, smartshops en headshops) of door een normale sigaar in de lengte open te snijden, de tabak eruit te halen en de opengesneden sigaar vervolgens te vullen met wiet en/of hasj en daarna dicht te plakken.

## Gezondheidsrisico's
In sigarettenrook zitten ruim 40 giftige tot zeer giftige stoffen. Daarvan zijn koolmonoxide, teer en nicotine de belangrijkste. Bovendien geeft roken een beduidend hogere kans op rookverslaving en vele ziekten en aandoeningen dan wanneer men niet rookt. Uit onderzoek blijkt dat het roken van wiet en/of hasj (al dan niet vermengd met tabak) op zich niet schadelijker is voor de gezondheid dan het roken van "normale" tabak, maar dat de manier waarop het gebruikt wordt wel schadelijker is. Velen denken dat als men de rook langer inhoudt, men meer THC opneemt, maar dat is onjuist. Uit onderzoek van tabaks- en cannabisrook is gebleken dat beide praktisch evenveel koolmonoxide, tolueen en benzeen bevatten.

## Voor- en nadelen
Het roken van een blunt heeft ten opzichte van een joint onder meer als voordeel dat men geen tip nodig heeft. Doordat een blunt langzamer opbrandt, kan men er langer van roken en kan men (desgewenst) een blunt met meer mensen delen dan een gewone joint. Een van de nadelen is dat een blunt iets moeilijker te rollen is, doordat een plakrand ontbreekt. Doordat een blunt meestal 'puur' gerookt wordt, voelt de rook (iets) scherper aan in de keel.